# Pastítsio

Le pastítsio (en grec : το παστίτσιο, de l'italien pasticcio) est un plat de la cuisine grecque, chypriote et méditerranéenne, composé de pâtes, de viande hachée, le tout étant nappé de sauce béchamel. Ce plat est cuit au four. Il s'agit d'une variante du plat italien, le pasticcio di pasta.

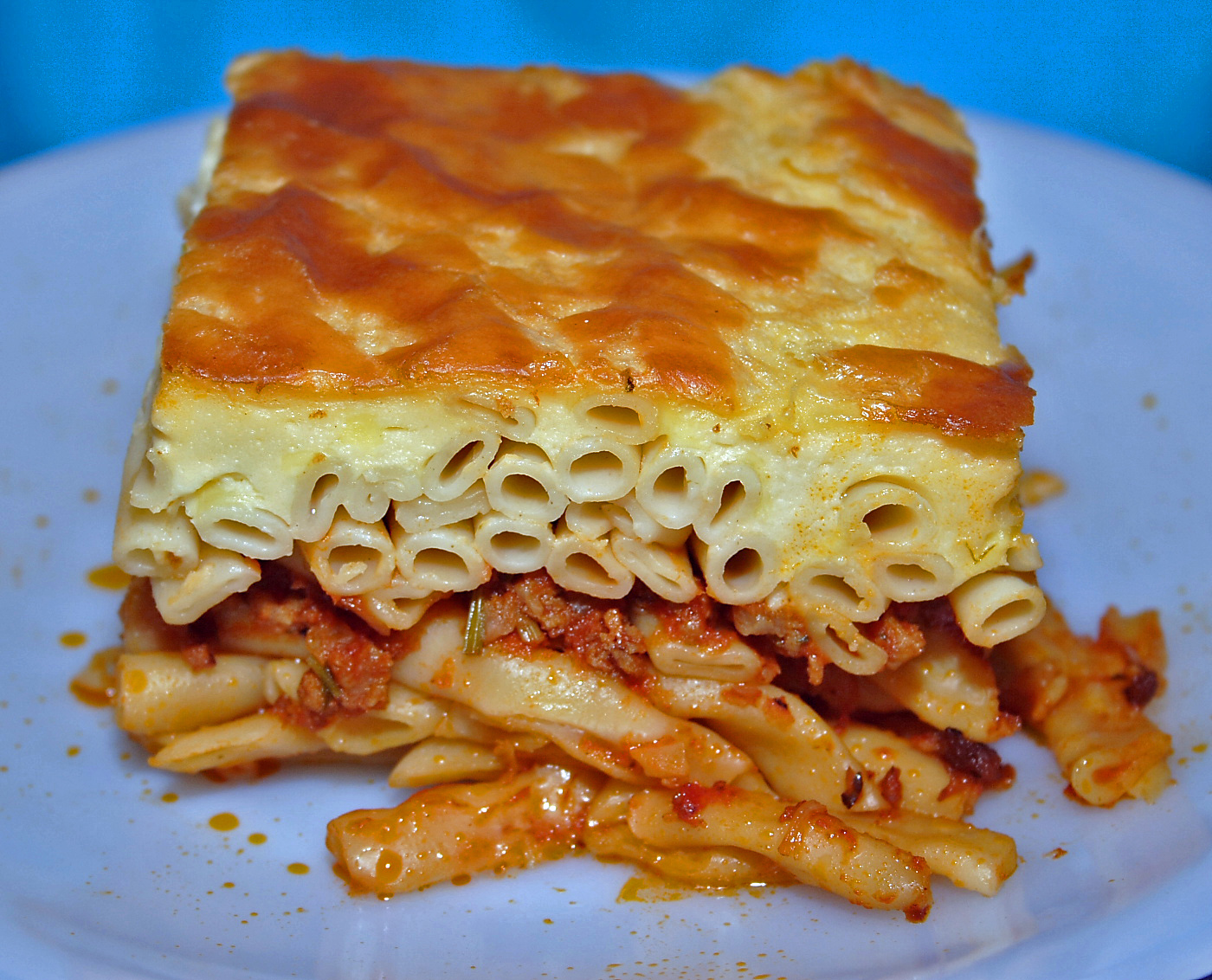
Une portion de pastítsio.

## Grèce
La version grecque typique présente une couche inférieure faite de bucatini ou d'autres pâtes tubulaires avec du fromage et des œufs comme liant, une couche intermédiaire de bœuf, veau, agneau ou de mouton (la viande est hachée) avec de la sauce tomate et de la cannelle, de la noix de muscade ou d'autres épices, le tout recouvert d'une autre couche de pâtes. Pour finir, l'ensemble est recouvert d'une couche de sauce, variable, à base d'œuf, de sauce béchamel nature ou d'une sauce béchamel au fromage (sauce Mornay). Le dessus est souvent saupoudré de fromage râpé. Le pastítsio est un plat commun ; il est souvent servi comme plat principal, accompagné d'une salade.

## Chypre
À Chypre, un plat similaire est appelé « macaroni au four » (en grec : makaronia tou fournou ; en turc : makarna fırında). Il s'agit d'un plat principal durant les célébrations telles que Pâques ; il est servi avec de la viande rôtie à la broche. Les recettes varient, mais généralement la couche du milieu, une sauce à la viande, est faite avec du porc. Les tomates ne sont que rarement utilisées mais la viande est parfumée à la menthe et au persil. Le dessus est parsemé de fromage halloumi ou il peut être directement incorporé à la sauce blanche.

## Égypte

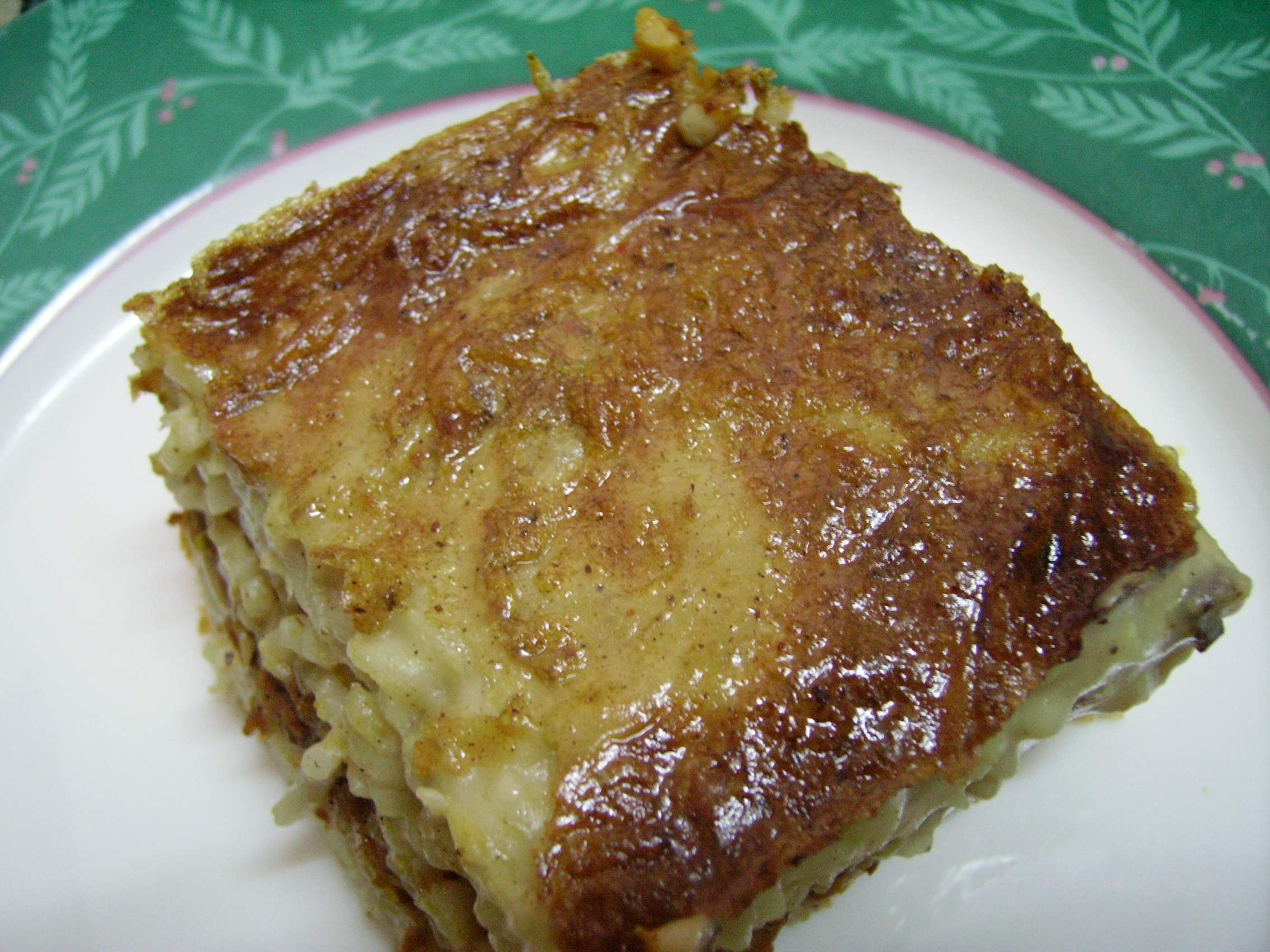
Macaronis béchamel égyptiens.

La version égyptienne est : « macaronis béchamel » (مكرونة باشميل) ou des macaronis à la sauce blanche. Typiquement, le plat se compose de penne, d’une couche de viande épicée aux oignons et d’une sauce Béchamel ou Mornay.

## Malte
À Malte, le timpana (le nom est probablement dérivé de timballo)  est fait à base de macaronis cuits à l'étuvée dans une sauce tomate contenant une petite quantité de corned beef, liés avec un mélange d'œuf cru et de fromage râpé. Des œufs durs sont parfois ajoutés. Les macaronis sont ensuite recouverts d'un couvercle puis ils sont cuits.

## Nom et origine
Le pastítsio prend son nom de l'italien pasticcio, une grande famille de tartes salées qui peuvent être faites à base de viande, de poisson, ou de pâtes. De nombreuses versions italiennes sont faites avec une pâte pâtissière, d'autres comprennent de la béchamel. Le mot pasticcio vient de pasta (pâte) et développe les sens figurés de « gâchis », «  situation difficile » ou un « pastiche ».